# Улица Несмелова (Казань)
Улица Несмелова — магистральная улица в Кировском районе Казани. Названа в честь Валентина Викторовича Несмелова (1896—1918) — заместителя председателя Казанской следственной комиссии и сына известного русского богослова и философа В. И. Несмелова.
Улица является частью культурного слоя слобод Заречья города Казани XVII—XVIII веков.

## Расположение
Улица начинается от железнодорожного моста Южного внутригородского железнодорожного хода Казанского отделения ГЖД, пересекает улицы Саид-Галеева (Кировская дамба), Кожевенную и переходит в улицу Большая Крыловка на перекрёстке с улицей Гладилова.

## История
До революции 1917 года носила название Односторонка 1-я и относилась к 6-й полицейской части Казани. Во 2-й половине 1920-х годов переименована в Переднюю улицу.
До строительства Жигулёвской ГЭС и формирования Куйбышевского водохранилища русло Казанки проходило огибая Адмиралтейскую слободу с севера. На месте нынешней Кировской дамбы проходили железная дорога и был проезд для транспорта, который выходил к современной улице Иовлева. Там для транспорта был построен через Казанку так называемый «горбатый мост». С проходом «большой воды» была сформирована набережная, где прошла улица Передняя. В 1960-х годах «горбатый мост» признали аварийным и движение транспорта по нему было прекращено, что перенаправило все потоки на улицу Переднюю. Постановлением № 449 от 09.06.1970 года улица Передняя была переименована в улицу Несмелова.
В 2009—2011 годах улица Несмелова была подвергнута реконструкции, по окончании которой по улице стали ходить трамваи 9-го маршрута, в ноябре 2011 года началось движение трамваев 13-го и 14-го маршрутов.

## Транспорт
Остановка: Речной техникум
- Трамвай: 1, 5, 7.
- Автобус: 10, 10а, 45, 49, 53, 63, 72.

В 1973—2021 годах по улице проходила троллейбусная линия.
Также по улице курсируют пригородные автобусы до Зеленодольска, Васильево и других маршрутов западного направления.

## Объекты
- Волжская государственная академия водного транспорта (бывший Речной техникум). На территории академии установлен теплоход «Метеор»[7].
- Канализационная насосная станция «Заречная».